# Asynchronous Serial Interface

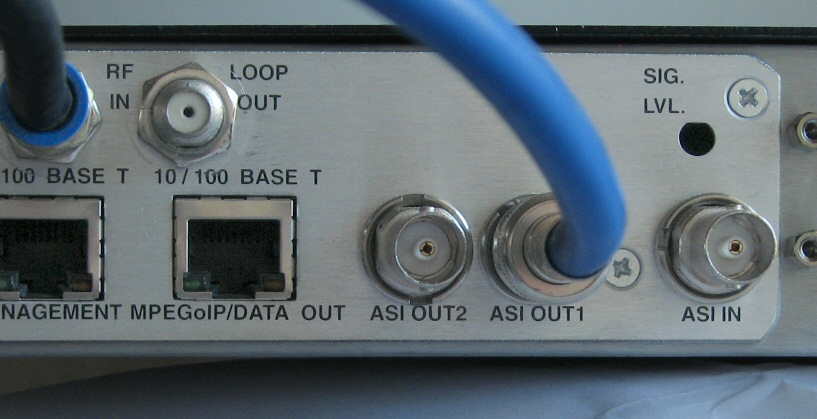
Gerät mit ASI OUT und ASI IN

Die Schnittstelle Asynchronous Serial Interface, kurz ASI, bezeichnet ein Datenformat zum Streaming von Video-Daten, meist als MPEG Transport Stream (MPEG-TS), beispielsweise bei der Übertragung von Fernsehinhalten im digitalen Kabelnetz DVB-C.
Ein ASI-Signal kann eines oder mehrere SD- oder HD-Videoprogramme oder Audioprogramme übertragen. Die Datenübertragungsrate kann dabei individuell festgelegt werden. Grundsätzlich ist das ASI-Signal das Endprodukt einer Videokomprimierung, (MPEG-2 oder MPEG-4) für eine weitere Übertragung, beispielsweise über Satellit oder Breitbandkabel.